# Henny Brünsch
Henriette „Henny“ Brünsch (* 13. Februar 1921 in Wien) ist eine österreichische Filmeditorin.

## Leben und Wirken
Henriette „Henny“ Brünsch durchlief zu Beginn des Zweiten Weltkriegs bei der Wien-Film eine Ausbildung im Filmschnitt und war anschließend kurze Zeit als Assistentin tätig. Gerade erst 20 Jahre alt, holte man sie an die Seite ihres Lehrmeisters Arnfried Heyne für die Fertigstellung der Wiener Volksstückkomödie Brüderlein fein. Bis Kriegsende 1945 wirkte die Schnittmeisterin auch an weiteren hochrangigen Produktionen der Wien-Film mit, darunter der Mozart-Film Wen die Götter lieben des Produktionschefs Karl Hartl und die letzten drei Kriegsinszenierungen Gustav Ucickys Am Ende der Welt, Der gebieterische Ruf und Das Herz muß schweigen.
Auch bei dem ersten österreichischen Nachkriegsfilm, dem Heimkehrerdrama Der weite Weg, war Henny Brünsch für die Montage verantwortlich. Ihr restlichen Filme waren kaum mehr als gepflegte und gehobene Kinokonfektion wie Ucickys Der Seelenbräu und Cordula sowie Wolfgang Liebeneiners Zeitsatire 1. April 2000, Hartls All-Star-Melodram Weg in die Vergangenheit und ein weiterer Mozart-Film desselben Regisseurs, Mozart – Reich mir die Hand mein Leben. 1959, nach ihrem Schnitt zu dem Romy-Schneider-Film Die Halbzarte, zog sich Henriette Brünsch, verehelichte Tauschinsky, vom Film zurück. Über ihren weiteren Lebensweg ist nichts bekannt.

## Filmografie (komplett)
- 1941: Brüderlein fein
- 1942: Wen die Götter lieben
- 1943: Die kluge Marianne
- 1943/44: Am Ende der Welt
- 1944: Der gebieterische Ruf
- 1944: Das Herz muß schweigen
- 1944/49: Wie ein Dieb in der Nacht
- 1946: Der weite Weg
- 1947: Die Glücksmühle
- 1948: Gottes Engel sind überall
- 1948: Der himmlische Walzer
- 1948: Maresi
- 1949: Lambert fühlt sich bedroht
- 1949: Der Seelenbräu
- 1950: Cordula
- 1951: The Magic Face
- 1952: No Time for Flowers
- 1952: Abenteuer in Wien
- 1952: 1. April 2000
- 1953: Der Verschwender
- 1953: Der Feldherrnhügel
- 1953: Du bist die Welt für mich
- 1954: Wenn du noch eine Mutter hast (Das Licht der Liebe)
- 1954: Hochstaplerin der Liebe
- 1954: Weg in die Vergangenheit
- 1955: Ein Herz voll Musik
- 1955: Sonnenschein und Wolkenbruch
- 1955: Mozart – Reich mir die Hand mein Leben
- 1956: Liebe, Schnee und Sonnenschein
- 1958: Die Halbzarte